# Stezka bavorsko-českého přátelství
Stezka bavorsko-českého přátelství (německy Bayerisch-Böhmischer Freundschaftsweg) je 97 km dlouhá přeshraniční cyklotrasa z německého (bavorského) Nabburgu do Horšovského Týna v Česku.
Z Nabburgu do Schönsee vede cyklostezka vybudovaná na bývalé železniční trati Nabburg–Schönsee. Ze Schönsee se jezdí po vedlejších silnicích s malým provozem. Mezi Schönsee a Poběžovicemi překonává v nadmořské výšce cca 700 m Český les a končí v Horšovském Týně v Plzeňské pahorkatině, kopcovité krajině se širokými údolími a charakteristickými vyvýšeninami, které jsou často korunovány hrady, zámky nebo kostely.

## Poloha a průběh

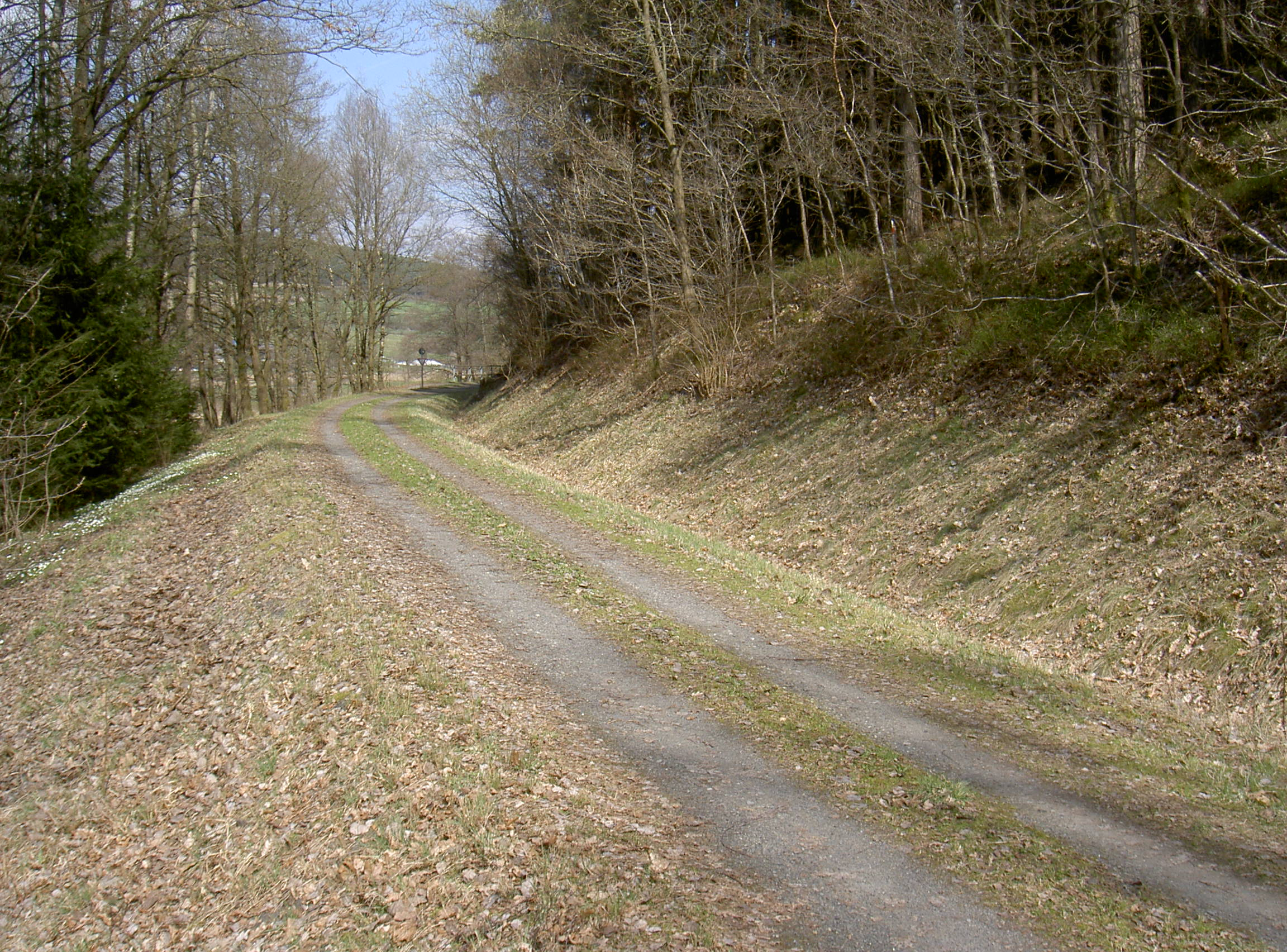
Stezka bavorsko-českého přátelství u Fronhofu

Stezka bavorsko-českého přátelství začíná v Nabburgu v okrese Schwandorf. Zpočátku vede na bývalé železniční trati Nabburg–Schönsee přes přírodní parky Hornofalcký les a Severní Hornofalcký les. Od Schönsee k českým hranicím ve Schwarzachu je stoupání na 710 m vysoký hřeben v Hornofalckém lese po silnicích s malým provozem. Za hraničním přechodem ve Schwarzachu dálková cyklostezka překonává další 750 m vysoký hřeben a vjíždí do mírně zvlněných kopců Plzeňské pahorkatiny. Přes Poběžovice vede většinou po málo frekventovaných komunikacích do Horšovského Týna.

## Historie
V roce 1913 byla zprovozněna 38 km dlouhá železniční trať Nabburg–Schönsee. Provoz osobních vlaků na této trati byl ukončen v roce 1978 a denní nákladní vlak do Lindu až do roku 1993. Provoz trati Nabburg-Oberviechtach byla zcela ukončen v únoru 1995. Již v roce 1991 ovšem byla železniční trať využívána jako cyklistická a turistická stezka, zpočátku mezi Schönsee a Lindem.
Na konci 20. století byla stávající cyklostezka na bývalé železniční trati Nabburg–Schönsee prodloužena východním směrem. Rozšíření využilo stávající úseky Cyklotrasy Zelená střecha (Grünes-Dach-Radweg) na německé straně a cyklistické trasy 2141 v Česku. Toto rozšíření bylo financováno z prostředků Evropské unie.
Stezka bavorsko-českého přátelství prochází Poběžovicemi, které bylo sídlem rodu Coudenhove-Kalergi. Žil zde Richard Mikuláš Coudenhove-Kalergi, který svými spisy a myšlenkami ovlivnil vznik Panevropské unie a následně Evropské unie.